# Taxotrophis macrophylla
Taxotrophis macrophylla là một loài thực vật có hoa trong họ Moraceae. Loài này được (Blume) Boerl. miêu tả khoa học đầu tiên năm 1900.